# Kungliga mausoleer i Numidien, Mauretanien och förislamska gravmonument
Kungliga mausoleer i Numidien, Mauretanien och förislamska gravmonument är ett av Algeriets tentativa världsarv. Detta är tänkt att bestå av ett urval av gravar från olika perioder och i olika regioner:
- Soumaa El Khroub - Masinissas alternativt hans son Micipsas grav
- Medracen
- Mauretanias kungliga mausoleum
- Beni Rhenanes mausoleum -
- Djeddars - Berbernas mausoleum
- Tin Hinans grav - Tuaregernas främsta mausoleum i Abalessa

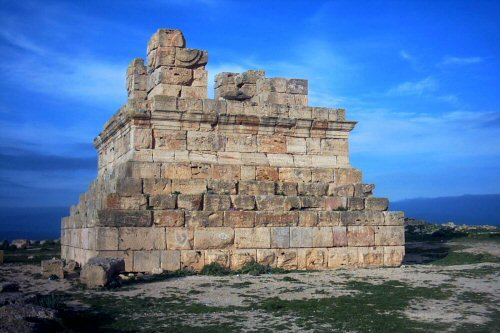
Soumaa El Khroub
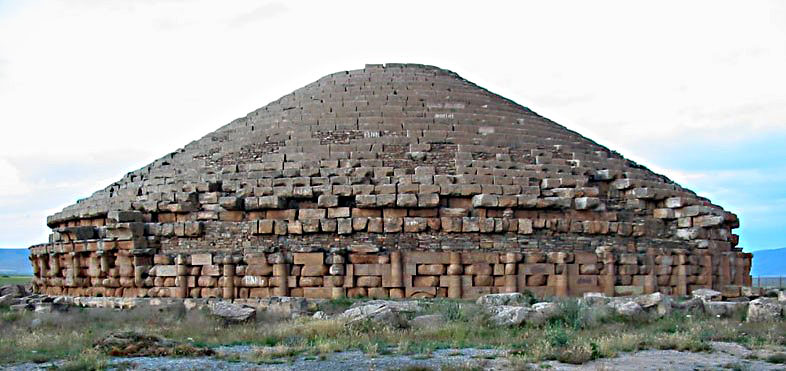
Medracen
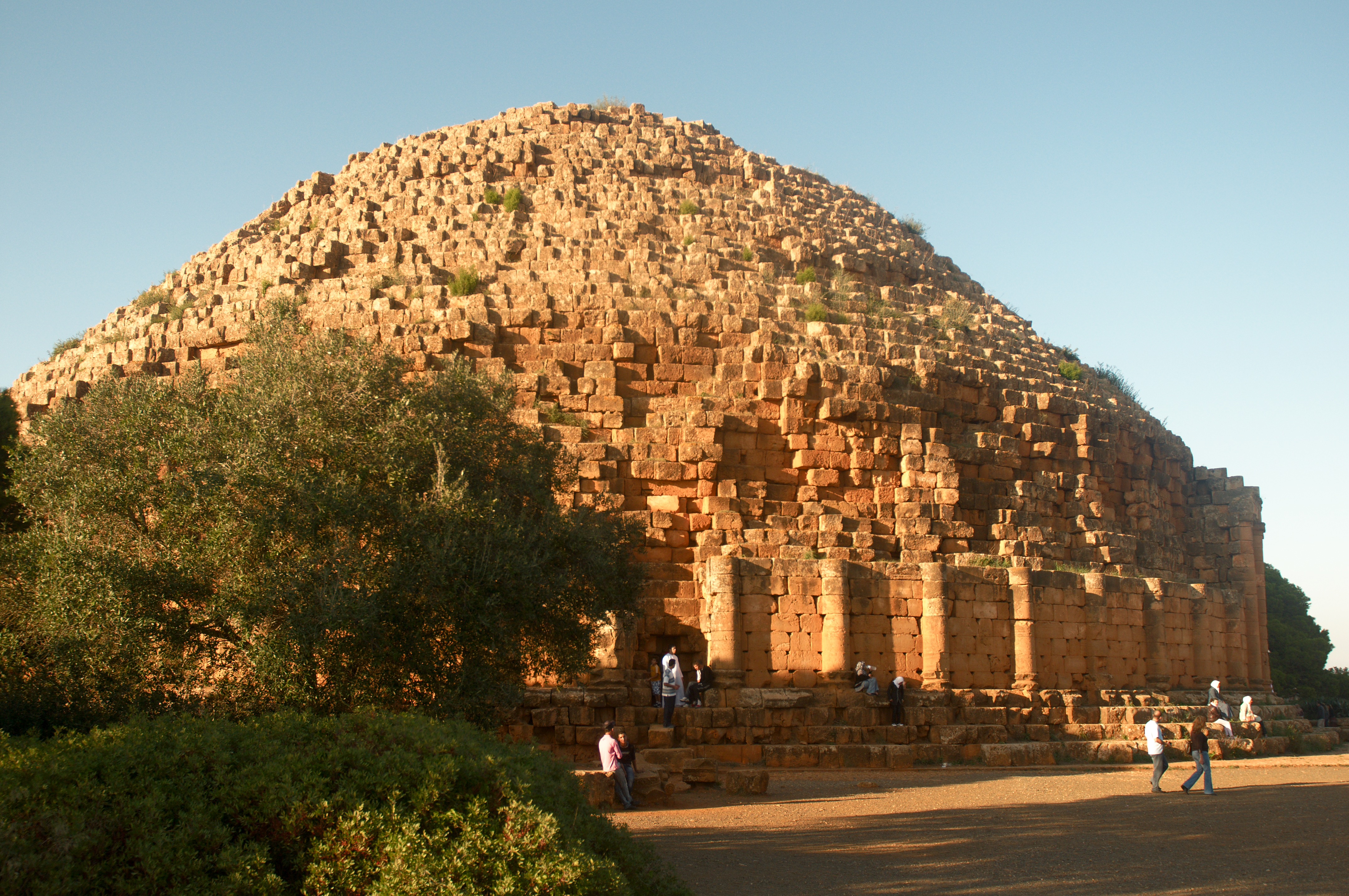
Mauretanias kungliga mausoleum
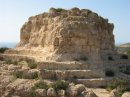
Beni Rhenanes mausoleum
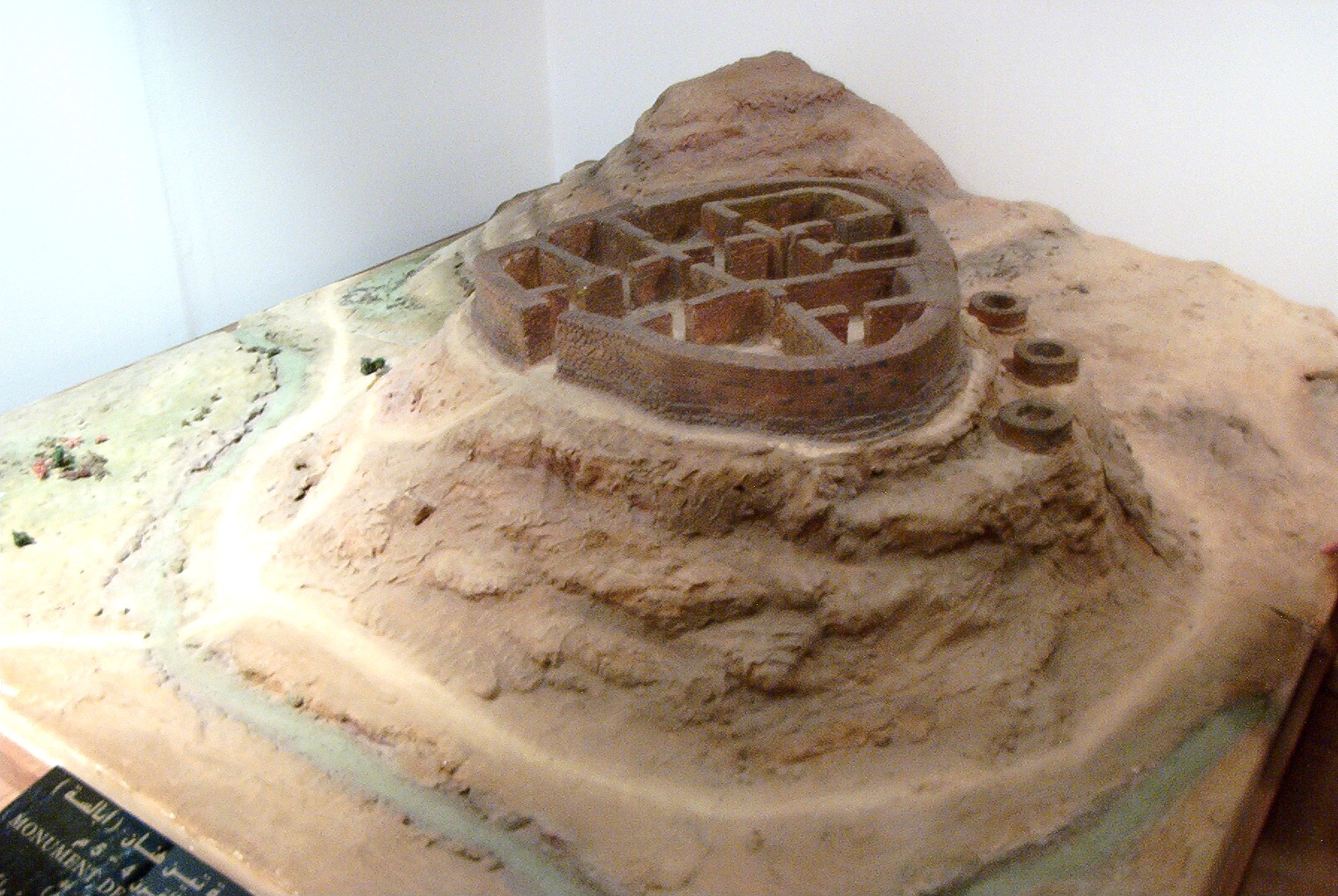
Tin Hinans grav